# Freestyle ai XVIII Giochi olimpici invernali
Ai XVIII Giochi olimpici invernali del 1998 a Nagano (Giappone), vennero assegnate medaglie in quattro specialità del freestyle.
La pista per le gobbe era lunga 250 m, larga 15 m e con un dislivello di 98 metri.

## Gare maschili

### Gobbe
| Posizione | Atleta        | Nazione     | Punti |
| --------- | ------------- | ----------- | ----- |
| 1         | Jonny Moseley | Stati Uniti | 26,93 |
| 2         | Janne Lahtela | Finlandia   | 26,00 |
| 3         | Sami Mustonen | Finlandia   | 25,76 |

### Salti
| Posizione | Atleta             | Nazione     | Punti  |
| --------- | ------------------ | ----------- | ------ |
| 1         | Eric Bergoust      | Stati Uniti | 255,64 |
| 2         | Sébastien Foucras  | Francia     | 248,79 |
| 3         | Dzmitryj Daščynski | Bielorussia | 240,79 |

## Gare femminili

### Gobbe
| Posizione | Atleta              | Nazione  | Punti |
| --------- | ------------------- | -------- | ----- |
| 1         | Tae Satoya          | Giappone | 25,06 |
| 2         | Tatjana Mittermayer | Germania | 24,62 |
| 3         | Kari Traa           | Norvegia | 24,09 |

### Salti
| Posizione | Atleta        | Nazione     | Punti  |
| --------- | ------------- | ----------- | ------ |
| 1         | Nikki Stone   | Stati Uniti | 193,00 |
| 2         | Xu Nannan     | Cina        | 186,97 |
| 3         | Colette Brand | Svizzera    | 171,83 |

## Medagliere per nazioni
| Pos | Nazione     | Oro | Argento | Bronzo | Totale |
| --- | ----------- | --- | ------- | ------ | ------ |
| 1   | Stati Uniti | 3   | 0       | 0      | 3      |
| 2   | Giappone    | 1   | 0       | 0      | 1      |
| 3   | Finlandia   | 0   | 1       | 1      | 2      |
| 4   | Cina        | 0   | 1       | 0      | 1      |
| 4   | Germania    | 0   | 1       | 0      | 1      |
| 4   | Francia     | 0   | 1       | 0      | 1      |
| 7   | Bielorussia | 0   | 0       | 1      | 1      |
| 7   | Norvegia    | 0   | 0       | 1      | 1      |
| 7   | Svizzera    | 0   | 0       | 1      | 1      |